# Poleame

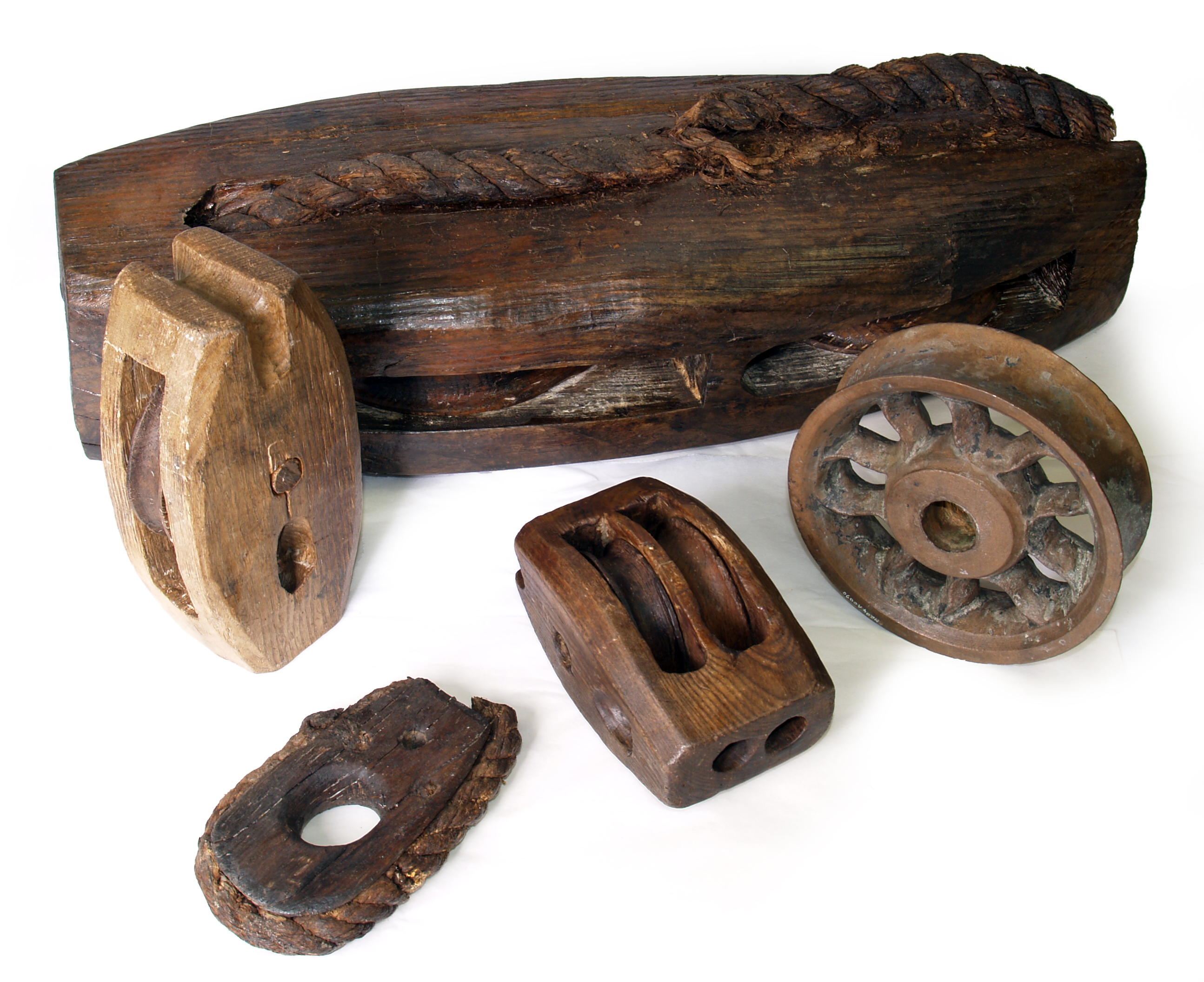
Vários tipos de poleames de madeira e metal encontrados no navio Mary Rose, do século XVI.

Poleame, na náutica, é o conjunto de todas as peças (moitões, cadernais, patescas, bigotas, etc.) destinadas à passagem ou ao retorno de cabos em geral ocupados na fixação e no manuseio das velas.
O poleame pode ser dividido em duas classes: poleame surdo e poleame de laborar. No poleame surdo, as peças são formadas de um só bloco, sem roldanas, mas dispondo de furos.
O Poleame faz parte do aparelho conjuntamente com :
- Massame - cabos que prendem os mastros e os mastaréus às mesas de guarnição.
- Velame - o conjunto de todas as velas existentes a bordo de uma embarcação.